# Ari Þorgilsson sterki
No confundir con Ari Þorgilsson fróði, autor de Íslendingabók
Ari sterki Þorgilsson (1145 - 18 de junio de 1188, apodado Ari el Fuerte) fue un caudillo medieval y goði de Islandia en el siglo XII. Tenía su hacienda en Staðastaður, Snæfellsnes y era hijo de Þorgils Arason. Ari sterki dominaba la mitad del goðorð de Þórsnes. Casado con Kolfinn, hija de Gissur Hallsson, tras la muerte de Hvamm-Sturla en 1183 también tuvo relaciones con su viuda Guðný Böðvarsdóttir que fue el gran amor de su vida. Þórður Sturluson casó con su hija Helga, y tras la marcha de Guðný y Ari a Noruega, le cedió todas sus posesiones y goðorð. Tras la muerte de Ari por accidente, Guðný regresó a Islandia y vivió el resto de su vida en Hvammur í Dölum.

## Vikingo
En Landnámabók (libro de los asentamientos) aparecen varios personajes protagonistas de la colonización vikinga de Islandia y coincide un Ari Þorgilsson (n. 985) bóndi de Reykhólar, Austur-Barðastrandarsýsla, cuyo padre también se llamaba Þorgils Arason. Ari de Reykhólar se casó con Guðrún Ljótsdóttir (n. 995), una hija de Ljótur Hallsson (978 - 1010), hijo de Síðu-Hallur, y fruto de esa relación nacieron dos hijas:
- Steinunn Aradóttir (n. 1015)
- Þórný Aradóttir (n. 1020)